# 望瀛縣
望瀛縣（越南语：／）是越南陳朝、屬明、後黎朝、西山朝和阮初的行政區劃單位，主要位於今太平省懿安縣。

## 建置沿革
陳朝時設望瀛縣。明朝永樂五年（1407年），明成祖下令設交阯承宣布政使司，望瀛縣隸屬建平府親領。後黎朝光顺七年（1466年），黎圣宗划分全国为十三承宣。光順十年（1469年），重劃承宣，望瀛縣劃歸義興府管轄，隸屬山南承宣。
阮朝嘉隆二年（1803年），望瀛縣劃歸清華外鎮長安府管轄。嘉隆五年（1806年），復歸義興府管轄。明命三年（1822年），阮廷改望瀛縣為豐盈縣。